# Petraitis
Petraitis ist ein litauischer männlicher Familienname.

## Namensträger
- Gediminas Petraitis (* 1989), US-amerikanischer Basketballschiedsrichter litauischer Abstammung
- Gintautas Petraitis (1944–2022), litauischer Fernschach-Großmeister und Trainer